# Stefania Pezzopane
Stefania Pezzopane (L'Aquila, 4 gennaio 1960) è una politica italiana, presidente della provincia dell'Aquila dal 2004 al 2010, senatrice della Repubblica dal 2013 al 2018 e deputata dal 2018 al 2022.

## Biografia

### Infanzia e istruzione
Proveniente da una famiglia originaria di Onna, è nata all'Aquila nel 1960, figlia terzogenita di un imprenditore edile. Frequentò il liceo ginnasio Domenico Cotugno, conseguendo la maturità classica.
Il 28 luglio 2020 ha annunciato, tramite i propri canali social, di aver conseguito la Laurea in scienze politiche presso l'Università degli Studi di Teramo con votazione di 110 e lode.

### Attività politica
Dopo il conseguimento della maturità classica, entrò in politica e si iscrisse nella Federazione Giovanile Comunista Italiana, l'organizzazione giovanile del Partito Comunista Italiano (PCI), diventando nel 1985 segretaria della sezione romana, incarico mantenuto fino al 1989.
Nel 1991 aderì alla svolta della Bolognina di Achille Occhetto, passando dal PCI al Partito Democratico della Sinistra, per poi confluire nel 1998 nei Democratici di Sinistra alla svolta di Massimo D'Alema. Con lo scioglimento anche di quest'ultimo partito, nel 2007 passò nelle file del Partito Democratico.

#### Incarichi locali e regionali (1990-2013)
Dal 1990 al 1995 fu consigliera comunale all'Aquila, presiedendo lo stesso Consiglio a partire dal 1994. Nello stesso periodo fu, inoltre, componente dell'Associazione Nazionale Comuni Italiani.
Nel 1995 si presentò alle elezioni regionali abruzzesi con il Partito Democratico della Sinistra, risultando la prima degli eletti nel collegio dell'Aquila in Consiglio regionale dell'Abruzzo. Successivamente venne nominata assessora con deleghe all'urbanistica, ai beni ambientali, ai parchi naturali e alla cultura nella giunta presieduta da Antonio Falconio. Si ricandidò, venendo eletta, alle elezioni regionali del 2000, e fu vicepresidente del Consiglio regionale dell'Abruzzo dal 2000 al 2002.
Nel 2004 si candidò a presidente della provincia dell'Aquila con L'Ulivo, alla guida di una coalizione di centro-sinistra, venendo eletta dopo aver vinto il turno di ballottaggio con il 59,6% contro il candidato del centrodestra Berardino Franchi; fu sostenuta, in Consiglio provinciale, da una maggioranza costituita da DS e DL (poi PD), SDI/PSI, PRC, FdV-Aree Interne e UDEUR. Alle successive elezioni provinciali — svoltesi nel 2010 per il rinvio causato dal terremoto dell'Aquila del 2009 − fu sconfitta dal candidato del Popolo della Libertà Antonio Del Corvo, raccogliendo il 45,3% dei voti contro il 53,4% dello sfidante di centro-destra.
Il 1º luglio 2010 venne nominata assessora comunale all'Aquila dall'allora sindaco Massimo Cialente (PD) con deleghe alla cultura, rapporti con le istituzioni culturali, sociale, città territorio, ricostruzione partecipata, politiche abitative, gestione degli alloggi temporanei, politiche educative e scolastiche, asili nido, istituzione CSA, politiche per gli studenti universitari, politiche giovanili, politiche per gli anziani, politiche per l'immigrazione e diritti di cittadinanza e polizia municipale. Candidatasi alle successive elezioni comunali del 2012 nelle file del Partito Democratico a sostegno dello stesso Cialente, è risultata la più votata di tutte le liste, venendo riconfermata assessora.

#### Parlamentare della Repubblica (2013-2022)
Nel dicembre 2012, ricevendo 3 160 voti di preferenza in provincia dell'Aquila, vinse le elezioni primarie interne al PD per la scelta dei candidati alle successive elezioni politiche del 24 e 25 febbraio. Alle elezioni politiche del 2013 venne quindi candidata al Senato della Repubblica come capolista del Partito Democratico nella circoscrizione Abruzzo, venendo eletta.
Dopo l'entrata in carica, svolse diversi incarichi a Palazzo Madama: membro della giunta delle elezioni e delle immunità parlamentari nel 2013, diventandone poi vicepresidente fino al 2018; membro della 6ª Commissione permanente (Finanze e tesoro) dal 2013 al 2014 e poi dal 2017 al 2018; membro della 10ª Commissione permanente (Industria, commercio, turismo) dal 2017 al 2018; membro dell'11ª Commissione permanente (Lavoro, previdenza sociale) dal 2014 al 2017. È stata inoltre membro di due organi bicamerali dal 2013 al 2018: la Commissione parlamentare per le questioni regionali e il Comitato parlamentare per i procedimenti di accusa.
In occasione delle elezioni politiche del 2018, si è candidata alla Camera dei deputati, tra le lista del PD nella circoscrizione Abruzzo, dove è stata eletta come capolista del collegio plurinominale Abruzzo - 02, venendo successivamente nominata nell'ufficio di presidenza del gruppo PD. A Palazzo Montecitorio è stata membro dell'VIII Commissione permanente (Ambiente, territorio e lavori pubblici) dal 2018. Non ricandidatasi alle elezioni politiche del 2022, ha terminato il suo incarico parlamentare nell'ottobre dello stesso anno.

#### Candidatura a sindaco dell'Aquila (2022) e l'appoggio a Bonaccini
Nel febbraio del 2022 ha annunciato la propria candidatura per la carica di sindaco alle elezioni comunali dello stesso anno all'Aquila; a maggio è diventata ufficialmente la candidata della coalizione di centro-sinistra, composta da sei liste. Con il 20,6% dei voti, si è attestata in terza posizione, dietro al sindaco uscente Pierluigi Biondi rieletto, di centro-destra, e ad Americo Di Benedetto, centrista e civico; è stata comunque eletta per il Consiglio comunale della città.
Dopo aver appoggiato Stefano Bonaccini alle primarie del PD del 2023, nel gennaio del 2024 viene scelto come responsabile organizzativo della sua corrente "Energia Popolare".

### Altre attività
Nel 2002 fondò, insieme ad Antonio Battaglia e Anna Maria Giancarli, il premio letterario internazionale Città dell'Aquila "Laudomia Bonanni".

## Vita privata
Sposatasi con il concittadino Fulvio Angelini, da cui ha poi divorziato, ha una figlia, Caterina.
Nel 2014 iniziò una relazione, diventata poi convivenza, con Simone Coccia Colaiuta, in seguito concorrente della 15ª edizione del Grande Fratello. Il 7 aprile 2023 entrambi annunciano la fine della relazione, durata 9 anni. In seguito, dopo quattro mesi di separazione, nell’estate 2023 i due hanno ripreso la loro relazione.